# 龍虎の理
龍虎の理（りゅうこのことわり）は、2021年に日本映画専門チャンネルで独占放送された石田法嗣・古舘佑太郎Ｗ主演任侠ドラマ。2作目まで放送されている。

## ストーリー
極道として命を懸ける男・金子龍（石田法嗣）と、極道を恨み父を超えたい男・須藤和虎（古舘佑太郎）の二人の若き龍虎が、極道社会で生き残りを懸け成り上がっていく姿を描く極道ドラマ。

## キャスト
- 須藤組組員 金子龍：石田法嗣[3]
- 須藤組組員 須藤和虎：古舘佑太郎
- 清州 須藤組組長 須藤和馬：石倉三郎
- 須藤組若頭 高松昇平：宮本大誠
- 須藤組若頭補佐 片寄光太郎：加藤虎ノ介
- 須藤組組員 美野圭介：浪花ゆうじ
- 須藤組組員 富山武：黒石高大
- 須藤組組員：倉冨なおと
- 須藤組組員：木田佳介
- 須藤組組員：伊能昌幸
- 居酒屋の女将：かとうあつき
- 大葵連合 島谷組組長 島谷重孝：浅見小四郎
- 島谷組幹部 神保組組長 神保勝巳：窪塚俊介
- 島谷組神保組若頭 米川拓巳：藤重政孝
- 島谷組神保組組員：北代高士 ※友情出演
- 島谷組神保組組員：中澤達也 ※友情出演
- 見届け人：吉沢眞人
- 警視庁 刑事局 組織犯罪対策部 棚橋宗佑：財木琢磨
- 愛知県警 組織犯罪対策課 刑事 神戸亮二：村上淳

## スタッフ
- 監督：毛利安孝
- エグゼクティブプロデューサー：鈴木祐介（ライツキューブ）
- プロデューサー：角田陸（ライツキューブ）、神崎良（G・カンパニー）
- 脚本：小澤俊介、毛利安孝
- 音楽：鷹尾まさき
- 撮影：西村博光（J.S.C）
- 照明：常谷良男
- 録音：光地拓郎
- 美術：吉田直哉
- 編集：野本稔
- 音楽：鷹尾まさき
- ガンエフェクト：遊佐和寿
- 殺陣：ヒロキチ
- VFX スーパーバイザー：立石勝
- VFX ディレクター：内海大輔
- 助監督：野本史生
- 制作担当：植野亮
- 協力プロデューサー：上野順司
- 監督助手：矢作彩香
- 衣裳：seven-s
- ヘアーメイク：結城春香
- EED：福川孝太朗
- MA・効果：光地拓郎
- 劇用車：小林孝次
- スチール：鈴木秀人
- アシスタントプロデューサー：佐久間敏則
- 衣裳協力：悪党の店バースジャパン
- 制作プロダクション：G・カンパニー
- 製作・発売元：ライツキューブ

## 放送
- 龍虎の理（2021年5月28日、日本映画専門チャンネル）
- 龍虎の理2（2021年6月26日、日本映画専門チャンネル）

放送後、ライツキューブよりDVDリリース。

## DVDリリース
| タイトル  | ジャケットコピー             | 発売日    |
| --------- | ---------------------------- | --------- |
| 龍虎の理  | 極道で、成り上がれ。         | 2021/7/25 |
| 龍虎の理2 | 破れゆく掟、新たなる仁義──。 | 2021/8/25 |